# Terese Pedersen
Pour les articles homonymes, voir Pedersen.
Terese Pedersen, née le 27 avril 1980, est une ancienne handballeus internationale norvégienne, évoluant au poste de gardienne.

## Palmarès

### Club
compétitions nationales
- championne de Norvège en 2000 et 2001
- championne d'Autriche en 2010 et 2011

### Sélection nationale
championnat du monde
- finaliste du championnat du monde 2007,  France[1]
- 3e du championnat du monde 2009,  Chine[2]

championnat d'Europe
- médaille d'or au championnat d'Europe 2008,  Macédoine
- médaille d'or du championnat d'Europe 2006,  Suède
- médaille d'or du championnat d'Europe 2004,  Hongrie

autres
- début en Équipe de Norvège en août 2004 contre la Suède
- 82 sélections nationales après le championnat du monde 2009